# Metro-East

Karte von Illinois – die Region Metro-East ist hervorgehoben

Metro-East ist eine Region im Westen des US-amerikanischen Bundesstaates Illinois, die den östlichen Teil der Metropolregion Greater St. Louis um die Stadt St. Louis in Missouri beinhaltet. Die Region umfasst fünf Countys vollständig sowie Teile dreier weiterer.
Die größte Stadt der Region ist Belleville. Metro-East ist nach der Metropolregion Chicago das zweitgrößte Ballungsgebiet in Illinois.

## Geografie

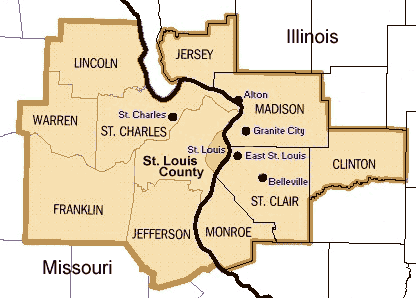
Die Metropolregion Greater St. Louis, deren 5 Countys östlich des Mississippi die Region Metro-East bilden

Die Region Metro-East ist der östlich des Mississippi in Illinois gelegene Teil der Metropolregion Greater St. Louis. Sie umfasst folgende Countys:
- Clinton County
- Jersey County
- Madison County
- Monroe County
- St. Clair County
- Bond County (teilweise)
- Calhoun County (teilweise)
- Macoupin County (teilweise)

## Demografische Daten
Bei der Volkszählung im Jahr 2000 hatten die fünf Countys, die vollständig in der Region Metro-East liegen, insgesamt 599.845 Einwohner. Diese verteilten sich über 229.888 Haushalte in 160.260 Familien.
Die am meisten gesprochene Sprache ist Englisch. Im Südwesten des Madison County, im Clinton County, im Süden und Osten des St. Clair County und vor allem im Monroe County gibt es deutschsprachige Bewohner. Überwiegend Spanisch wird in Fairmont City im St. Clair County und in Teilen des Clinton County gesprochen. Überwiegend von Afroamerikanern bewohnt sind der Westen von Granite City, Madison und Venice im Madison County sowie East St. Louis und Washington Park im St. Clair County.

## Städte und Gemeinden
(County Seats sind hervorgehoben)

### Clinton County
| - Albers - Aviston - Bartelso | - Beckemeyer - Breese - Carlyle | - Centralia (teilw.) - Damiansville - Germantown | - Hoffman - Huey - New Baden | - Trenton - Wamac (teilw.) |

### Jersey County
| - Brighton (teilw.) - Grafton | - Jerseyville - Elsah | - Fidelity - Fieldon | - Otterville |

### Madison County
| - Alhambra - Alton - Bethalto - Collinsville - East Alton - Edwardsville | - Fairmont City - Glen Carbon - Granite City - Godfrey - Grantfork - Hamel | - Hartford - Highland - Livingston - Madison - Marine - Maryville | - New Douglas - Pontoon Beach - Roxana - South Roxana - St. Jacob - Troy | - Venice - Wood River - Williamson - Worden |

### Monroe County
| - Columbia - Fults | - Hecker - Maeystown | - Valmeyer - Waterloo |

### St. Clair County
| - Alorton - Belleville - Brooklyn - Cahokia - Caseyville - Centreville | - Collinsville - Dupo - East Carondelet - East St. Louis - Fairview Heights - Fayetteville | - Freeburg - Lebanon - Lenzburg - Marissa - Mascoutah - Millstadt | - New Athens - O’Fallon - Sauget - Shiloh - Smithton - St. Libory | - Summerfield - Swansea - Washington Park |

## Verkehr

### Straßenverkehr
Die Region Metro-East liegt am Schnittpunkt vieler State Routes, U.S. Highways und Interstate Highways:
| - Illinois State Route 3 - Illinois State Route 4 - Illinois State Route 13 - Illinois State Route 15 - Illinois State Route 16 - Illinois State Route 100 | - Illinois State Route 109 - Illinois State Route 111 - Illinois State Route 127 - Illinois State Route 140 - Illinois State Route 143 - Illinois State Route 153 | - Illinois State Route 156 - Illinois State Route 157 - Illinois State Route 158 - Illinois State Route 159 - Illinois State Route 160 - Illinois State Route 161 | - Illinois State Route 162 - Illinois State Route 163 - Illinois State Route 177 - Illinois State Route 203 - Illinois State Route 255 - Illinois State Route 267 |

| - U.S. Highway 40 - U.S. Highway 50 - U.S. Highway 51 - U.S. Highway 66 (Historische Route) - U.S. Highway 67 | - Interstate 55 - Interstate 64 - Interstate 70 - Interstate 255 - Interstate 270 |

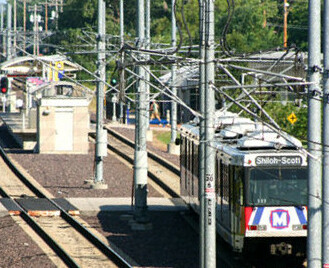
MetroLink in Belleville

### Schienenverkehr
Die Region St. Louis, insbesondere die Stadt East St. Louis, war in der Vergangenheit einer der größten Eisenbahnknotenpunkte des Landes. Auch heute treffen noch eine Reihe von Eisenbahnlinien für Fracht- (z. B. CSX, BNSF) und Personenverkehr (z. B. Amtrak) in der Region zusammen.
Der öffentliche Nahverkehr in der Region St. Louis wird zu einem großen Teil von der MetroLink genannten Schnellbahn übernommen.